# Jean II de Constance
Jean II de Constance,, mort le 9 février 782 à Constance, est abbé des monastères de Saint-Gall et de Reichenau. Il est évêque de Constance de 760 à 782.

## Biographie
Jean est d'abord moine au monastère de Reichenau et est nommé abbé de Saint-Gall après l’arrestation d’Othmar en 759 par l'évêque Sidonius.
Dès le 4 juillet 760, il est également abbé du monastère de Reichenau et évêque de Constance. Il prend part au synode franc d'Attigny (Ardennes) en 762 et se rallie à l'association de prières qui y est décidée, ce qu'il fait également en tant qu'abbé de Reichenau. Jean II réunit donc trois institutions sous le régime de l'union personnelle.
En tant qu’abbé de Saint-Gall, Jean II a mené une politique d’acquisition de territoires fonciers dans le sud-Brisgau, sur les côtes est et sud du lac de Constance, en Thurgovie, en Linzgau (en) et en Argengau (en).
Sous l’abbatiat de Jean II, Winithar, connu comme le directeur du scriptorium de Saint-Gall, entre en fonction.